# مادیلیگاما
مادیلیگاما (به لاتین: Madiligama) یک منطقهٔ مسکونی در سری‌لانکا است که در استان مرکزی (سری‌لانکا) واقع شده‌است.